# Державна премія УРСР імені Тараса Шевченка — лауреати 1988 року
Державні премії УРСР імені Тараса Шевченка в галузі літератури, журналістики, мистецтва і архітектури 1988 року були присуджені спільною Постановою Центрального Комітету Компартії України і Ради Міністрів Української РСР № 55 від 1 березня 1988 р. за поданням Комітету по Державних преміях Української РСР імені Т. Г. Шевченка.

## Список лауреатів
| Галузь                                                     | Лауреат | Обґрунтування |
| ---------------------------------------------------------- | --- | --- |
| Література                                                 | Шевчук Валерій Олександрович | за роман-триптих «Три листки за вікном». |
| Теорія та історія літератури                               | Керівник роботи: Дзеверін Ігор Олександрович Наукові редактори та упорядники: Бернштейн Михайло Давидович Вишневська Надія Олександрівна Деркач Борис Андрійович Засенко Олексій Єлисейович Мишанич Олекса Васильович Погребенник Федір Петрович Яценко Михайло Трохимович | за розробку наукових принципів, упорядкування, підготовку текстів, зібрання творів І. Я. Франка у п'ятдесяти томах та коментарі.                                                                               |
| Образотворче мистецтво                                     | Стороженко Микола Андрійович | за ілюстрації до книжок «Фата Моргана», «Іванко та Чугайстер» М. Коцюбинського, «Серед степів. День на пастівнику» Панаса Мирного, «Сонети» І. Франка, «Українські народні казки», «Болгарські народні казки». |
| Оперне мистецтво і концертно-виконавська діяльність        | Матвієнко Ніна Митрофанівна | за концертно-виконавську діяльність 1985—1987 років. |
| Оперне мистецтво і концертно-виконавська діяльність        | Стеф'юк Марія Юріївна | за створення головних партій в операх «Царева наречена» М. Римського-Корсакова, «Ріголетто» й «Травіата» Дж. Верді, «Ярослав Мудрий» Г. Майбороди і концертно-виконавську діяльність 1985—1987 років.          |
| Кінематографія                                             | Миколайчук Іван Васильович — кіноактор, режисер, постановник, кінодраматург (посмертно) | за створення різнопланових національних образів у фільмах «Сон», «Тіні забутих предків», «Бур'ян», «Комісари», «Білий птах з чорною ознакою», «Вавилон XX», «Така пізня, така тепла осінь».                    |
| За кращий твір літератури і мистецтва для дітей та юнацтва | Дахно Володимир Авксентійович — режисер–постановник Кірич Едуард Ілліч — художник-постановник Гаврилов Анатолій Михайлович — кінооператор | за цикл мультиплікаційних фільмів про пригоди запорозьких козаків, створений на Київській кіностудії науково-популярних фільмів.                                                                               |